# پوئله-کوردون کول
پوئله-کوردون کول (به اسپانیایی: Volcán Puyehue) یک کوه و آتشفشان در شیلی است که در رانکو واقع شده‌است. پوئله-کوردون کول ۲٬۲۳۶ متر بالاتر از سطح دریا واقع شده‌است.